# Chastel, Haute-Loire
Chastel là một xã thuộc tỉnh Haute-Loire nam trung bộ nước Pháp. Xã Chastel, Haute-Loire nằm ở khu vực có độ cao trung bình 900 mét trên mực nước biển.
Dân số năm 2007 là 116 người.